# Scandalo per bene
Scandalo per bene è un film del 1940 diretto da Esodo Pratelli.

## Trama
Due ricchi commercianti veneziani continuamente in concorrenza tra di loro, hanno le rispettive moglie che sono vecchie amiche sempre alla ricerca del modo di portare la pace tra i due litiganti. I due per maggior dispetto iniziano a corteggiare la moglie del rivale, le quali si accordano per preparare una beffa ai due consorti. Mettono in scena un incontro notturno con i due uomini, ma all'appuntamento andranno rispettivamente ognuna con il proprio marito,  la cosa diventa di pubblico dominio e il Doge coglie il momento per ammonire i veneziani a migliori costumi nel loro comportamento. I due commercianti compreso il tranello delle loro mogli si riappacificheranno sia tra di loro che con le consorti.

## La critica
Nelle pagine di Film del 1º ottobre 1940 « Il film pur agendo su un piano di burlesca comicità, vorrebbe raggiungere degli scopi moraleggianti, affidandosi alle parole dei protagonisti e del Doge in modo particolare. Udiamo così dei discorsi che suonano condanna ai pervertimenti dell'epoca ed inneggiano alla sana vita familiare. Molto curati gli interni, anche la ricostruzione di Venezia negli esterni coerente con l'epoca. La recitazione rimane alquanto meccanica, non sempre adatta agli ambienti. Ottima la ricostruzione della vetreria e della fabbrica dei merletti...»

## Produzione
Prodotto da Federico D'Avac per Produzione Associata tra Cinecittà, Sovrania Film ed I.C.A.R., la pellicola tratta da un racconto di Matteo Maria Bandello, venne girata a  Cinecittà nel 1939/40 per uscire nelle sale nel settembre del 1940.